# شاهین سپنتا
شاهین سپنتا (۲۰ اردیبهشت ماه ۱۳۵۳، اصفهان) با نام شناسنامه ای علی حیدری دامپزشک ایرانی و فعال محیط زیست و حمایت از حیوانات است که به عنوان نویسنده، روزنامه‌نگار، شاعر و فعالِ مدنی، اجتماعی، میراث فرهنگی و محیط زیست ایرانی فعالیت می‌کند.

## فعالیت‌ها

### سیاست
شاهین سپنتا از سال ۱۳۸۲ به عضویت جبهه ملی ایران درآمد و به عنوان نماینده اصفهان در شورای مرکزیِ جبهه ملی ایران حضور دارد. او یکی از شرکت کنندگان در پلنوم جبهه ملی در تاریخ هشتم آبا‌ن‌ماه ۱۳۸۲ موسوم به پلنوم اللهیار صالح به نمایندگی از اصفهان بود..

### ابراز نگرانی از وضعیت باغ وحش‌های ایران
در طی مطلبی در روزنامه صبح نو دکتر شاهین سپنتا در خصوص وضعیت آشفته باغ وحشهای ایران عنوان می‌کند: «اداره یک باغ وحش نیازمند کادری ورزیده‌است که روی تغذیه، بهداشت، اصلاح نژاد، رفتارشناسی حیوانات، بیولوژی حیات وحش و غیره تسلط کافی داشته باشند. در حالی که در ایران برای یک فرد آموزش ندیده حکم فعالیت در باغ وحش صادر می‌شود که این مسئله سبب ورود آسیب به حیوانات و مرگ آنها می‌شود. وی همچنین با اشاره به عدم استقرار دائم دامپزشک در باغ وحش‌ها، جیره‌نویسی ناقص برای حیات وحش را عاملی در راستای بحرانی شدن وضعیت باغ وحش‌های کشور معرفی می‌کند.»
این دامپزشک ادامه می‌دهد: در ایران به جای آنکه جمعیت مازاد باغ وحش به طبیعت منتقل شود و باغ وحش‌داری به طبیعت خدمت کند، کفه ترازو به سمتی رفته که گونه‌های حیوانات قاچاق شده، برای باغ وحش‌ها خریداری و در نهایت با بدترین شرایط از آنها نگهداری می‌شود. حیوانات در باغ وحش‌ها دچار مرگ زودرس می‌شوند و صاحبان این اماکن، ناگزیرند تعداد دیگری حیوان خریداری کنند.

### اعتراض به شکار قوچ و میش
شاهین سپنتا در حمایت از حیوانات اصفهان در سال ۱۳۹۳ از تاراج حیات وحش به‌ویژه نابودی قوچ و میش در زیستگاه‌های استان ابراز نگرانی کرد و گفت: قوچ و میش که در مجامع علمی جهان به نام شهر تاریخی اصفهان شناخته می‌شود، اکنون در فهرست گونه‌های آسیب‌پذیر اتحادیه جهانی حفاظت از طبیعت قرار دارد و حالا بخش دیگری از زیستگاه‌های حیات وحش استان اصفهان در منطقه خورو بیابانک عرصه تاخت و تاز شکارچیان غیرمجاز شده‌است.

### تحقیق در خصوص ماهی قرمز
شاهین سپنتا در خصوص نهادن ماهی قرمز بر سفره هفت سین ایرانی تحقیقاتی به عمل آورده‌است که البته نظرات او مغایر با نظر برخی از فعالین در حوزه محیط زیست و حیوانات است. شاهین سپنتا ذکر کرده‌است که «در سال‌های اخیر برخی از رسانه‌ها با این توجیه که «چون ماهی قرمز از چین به ایران آمده پس گذاشتن آن بر سفره هفت سین یک سنت ایرانی نیست» کوشیدند تا این سنت ایرانی را نزد مردم بیگانه جلوه دهند. اما او در پاسخ به این افراد با ارائه اسناد متعدد نشان داد که ماهی قرمز از چین به ایران نیامده است و ایرانیان دست کم از زمان هخامنشیان با گونه‌هایی از این ماهی آشنایی داشتند. او یادآور شد حتی به فرض اگر ورود ماهی‌قرمز از چین به ایران صورت گرفته باشد، امروز سنت نهادن ماهی قرمز بر سفره هفت سین یک سنت کاملا ایرانی است و دلیل کافی برای مخالفت برخی افراد با نهادن آن بر سفره هفت‌سین نیست.»

### پیشنهاد نام گذاری روز اصفهان

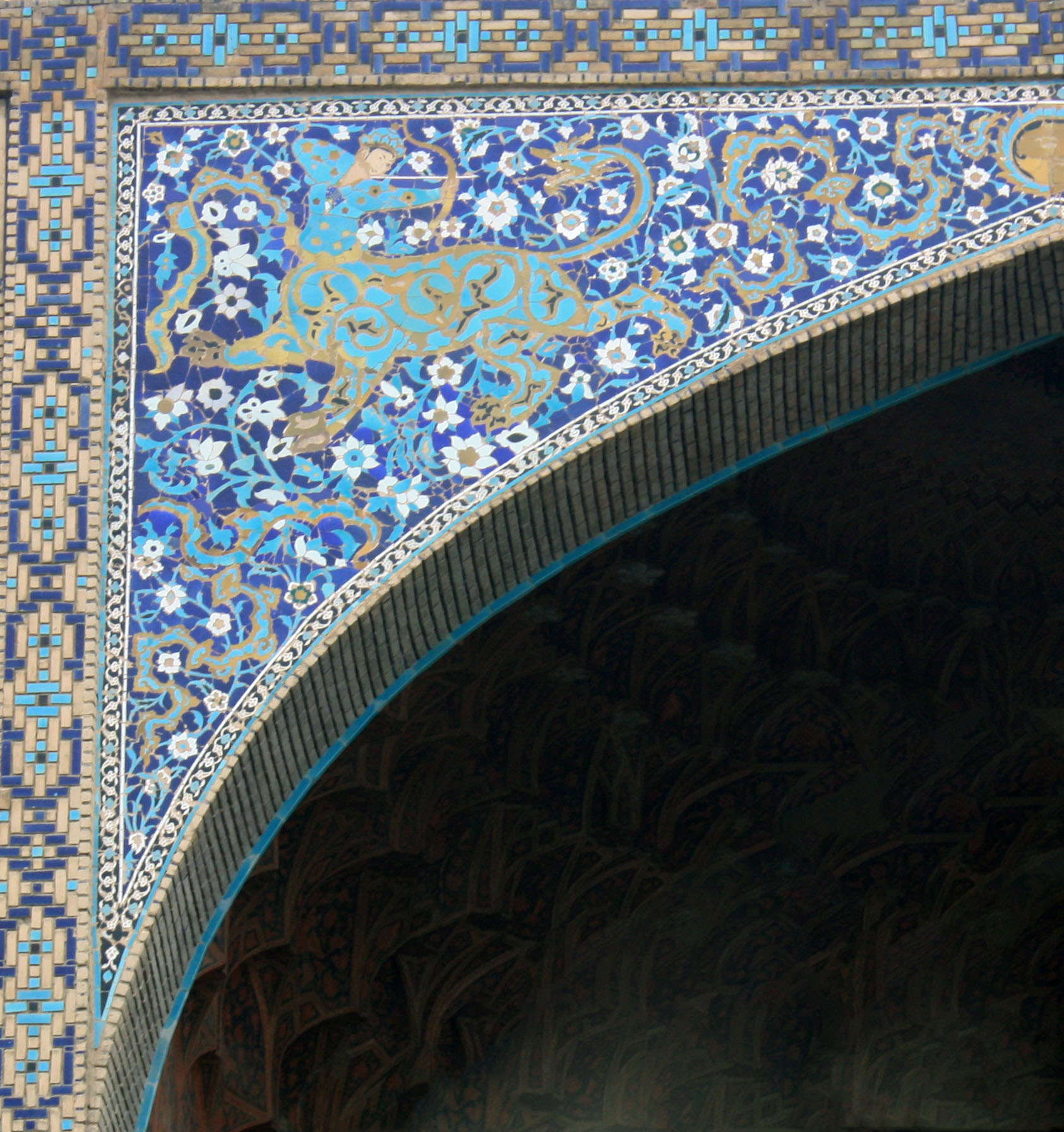
نگاره تاریخی منقوش بر کاشی کاری‌های سردر قیصریه که با اقتباس از صورت فلکی برج قوس (آذر) طراحی شده‌است، به عنوان نماد اصفهان شناخته شده‌است.

در بهمن‌ماه سال ۱۳۸۳شاهین سپنتا پیشنهاد کرد که یک روز در سال به نام روز اصفهان انتخاب شود. با استقبال برخی از سازمان‌های غیردولتی اصفهان از این پیشنهاد، تلاشی برای گزینش روز اصفهان آغاز شد. در اردیبهشت ماه سال ۱۳۸۴ پس از فراخوان هم‌اندیشی برای نام گذاری روز نکوداشت اصفهان و بررسی همه دیدگاه‌ها در نهایت روز یکم آذرماه هر سال از سوی بیش از ۳۰ نفر از اصفهان شناسان به عنوان روز نکوداشت اصفهان گزینش و تصویب شد. سپس بر اساس پیشنهاد دکتر لطف‌الله هنرفر نگاره تاریخی منقوش بر کاشی کاری‌های سردر قیصریه اصفهان را که با اقتباس از صورت فلکی برج قوس (آذر ماه) طراحی شده‌است، به عنوان نماد اصفهان برگزیدند. دلیل انتخاب آنها این بود که بر اساس مستندات تاریخی طالع شهر اصفهان در ماه آذر (برج قوس) است.

### پیشنهادِ واژهٔ پیامک به جای sms
در خردادماه سال ۱۳۸۶ در حمایت از اعضای هیئت علمی گروه زبان و ادبیات فارسی دانشگاه تهران که با انتشار بیانیه‌ای از همه مردم و مسئولان خواستار به‌کارگیری خط فارسی در سامانه پیام کوتاه تلفن همراه بودند، شاهسن سپنتا طی مقاله‌ای زیر عنوان جنبش ملی برای پاسداری از خطِ فارسی که ابتدا در تارنگار وی و سپس در ماهنامهٔ حافظ شماره ۴۳ منتشر شد، واژه پیامک را به عنوانِ معادل فارسی sms که تا آن زمان پیام کوتاه گفته می‌شد، پیشنهاد داد.

### پیشنهاد ثبت جشن شب یلدا در تقویم ملی و فهرست میراث جهانی[نیازمند منبع]
پس از پیشنهاد و پیگیری شاهین سپنتا به عنوان دبیر کانون گسترش فرهنگ ایران بزرگ (از سازمان‌های غیردولتی اصفهان) دربارهٔ ثبت جشن یلدا در تقویم رسمی کشور، در تاریخ ۲۸ آذر ۸۶ پژوهش و پیشنهادی دربارهٔ ثبت جشن شب یلدا در تقویم ملی و فهرست میراث جهانی توسط این کانون جهت ارسال به دبیرخانه شورای فرهنگ عمومی تدوین شد که به تأیید ۴۶ سازمان غیردولتی دوستدار میراث فرهنگی و طبیعی از سراسر کشور رسید و به امضای دیده‌بان یادگارهای فرهنگی و طبیعی ایران به آن دبیرخانه فرستاده شد.
چند ماه پس از آن، در خردادماه سال ۱۳۸۷، منصور واعظی دبیر شورای فرهنگ عمومی در نشستی مطبوعاتی خبر تصویب این پیشنهاد را در شورای فرهنگ عمومی اعلام نمود اما اضافه کرد که این مصوبه برای افزودن به تقویم سال ۱۳۸۸ خورشیدی باید در شورای عالی انقلاب فرهنگی نیز به تأیید و تصویب نهایی برسد. در نهایت این پیشنهاد در نشست ۶۲۸ شورای عالی انقلاب فرهنگی به تاریخ ۱ امرداد ۱۳۸۷ به تصویب نهایی رسید و اکنون در تقویم ایرانیان، زیر تاریخ ۳۰ آذرماه عبارتِ شب یلدا البته بدونِ پیشوندِ جشن یا جشن ملی درج شده‌است.
در آذر ماه سال ۱۳۸۶، شاهین سپنتا که مسئول بخش جشن‌های ملی و تاریخی بنیاد میراث پاسارگاد بود، در نامه‌ای به مدیرکل یونسکو به تاریخ ۱۷ دسامبر ۲۰۰۷ به همراه پرونده‌ای که با یاری تورج پارسی (مسئول بخش تاریخ و ایران‌شناسی) بنیاد آماده کرد، خواستار ثبت «جشن یلدا» در فهرست میراث معنوی جهانی شد.

### ثبت پولک و نبات اصفهان در فهرست ملی میراث ناملموس
شاهین سپنتا در بهمن ماه ۱۳۹۱ کار تدوین و مستند نگاری پرونده ثبت پولک و نبات اصفهان را به پایان رسانده و به سازمان میراث فرهنگی اصفهان پیشنهاد داد. بر این پایه در هفتمین همایش سراسری ثبت، شورای سیاست‌گذاری ثبت آثار ملی، شیوه سنتی تهیه پولک و نبات اصفهان به ثبت ملی رسید.

### ثبت نی هفت بند اصفهان
در نشست شورای ثبت ملی آثار تاریخی کشور در اسفندماه ۱۳۹۶، درحوزه میراث ناملموس استان اصفهان پرونده مهارت «نی هفت بند و شیوه نی‌نوازی اصفهان» که توسط شاهین سپنتا تهیه و تدوین شده بود مطرح و به تصویب رسید. ثبت نی هفت بند و شیوه نی‌نوازی اصفهان در فهرست میراث ناملموس ملی می‌تواند مقدمه‌ای برای ثبت آن در فهرست میراث جهانی یونسکو به نام ایران باشد. .

## آثار

### تألیف
- ایران نامه، مجموعه‌ای از سروده‌های ملی و میهنی، ناشر: شاهین سپنتا، اصفهان، ۱۳۸۲.
- نیلوفر آبی و جشن نیلوفر در فرهنگ ایران، نشر دیجیتال، اصفهان، ۱۳۹۹.
- جشن گل سرخ در شهر گل سرخ، نشر دیجیتال، اصفهان، ۱۳۹۹.

### ترجمه‌ها
- قارچ‌شناسی و بیماری‌های قارچی در دامپزشکی، پی جی کویین و همکاران، ناشر: سپهر- نیکخواه، تهران، ۱۳۷۸.